# Mostafa Asal
Mostafa Asal (* 9. Mai 2001 in Kairo) ist ein ägyptischer Squashspieler.

## Karriere
Mostafa Asal spielt seit 2018 auf der PSA World Tour und gewann bislang 22 Titel. Seine höchste Platzierung in der Weltrangliste erreichte er mit Rang zwei am 26. Dezember 2022. Bei den Junioren feierte er bereits große Erfolge. 2018 gewann er die Junioren-Weltmeisterschaft gegen Marwan Tarek mit 11:7, 13:11 und 11:4. Im Jahr darauf verteidigte er seinen Titel gegen Moustafa El Sirty. 2021 wurde Asal erstmals ägyptischer Landesmeister und gewann bei seiner ersten Teilnahme sogleich die PSA World Tour Finals. In der Weltrangliste rückte er dadurch erstmals in die Top Ten auf Platz neun vor. Im Oktober 2021 sicherte er sich bei den US Open seinen ersten Titelgewinn bei einem Turnier der Wertungskategorie Platinum. Anfang Juni 2022 folgte sein zweiter Turniersieg in dieser Kategorie beim El Gouna International. Mit der ägyptischen Nationalmannschaft wurde Asal 2023 erstmals Weltmeister. Ein Jahr darauf verteidigte er bei den Weltmeisterschaften mit der Mannschaft diesen Titel. Er wurde in der Saison 2024/25 nach einem Finalsieg gegen Ali Farag in drei Sätzen erstmals Weltmeister.

## Erfolge
- Weltmeister: 2024/25
- Weltmeister mit der Mannschaft: 2023, 2024
- Gewonnene PSA-Titel: 22
- 27 Wochen Weltranglistenerster
- Ägyptischer Meister: 2021